# Sdružení nezávislých
Sdružení nezávislých kandidátů, abgekürzt SNK (deutsch Vereinigung unabhängiger Kandidaten), war eine tschechische Partei, die 2006 in der SNK Evropští demokraté aufging.

## Geschichte
Die Vereinigung der Unabhängigen, ursprünglich Vereinigung unabhängiger Kandidaten wurde am 24. August 2000 als Partei eingetragen. Die Partei entstand als Dachorganisation für diejenigen Bürgermeister und Amtsträger, die keiner Partei zugehörig waren und somit keine Möglichkeit hatten, im tschechischen Kreisrat zu kandidieren. In der zweiwöchigen Frist bis zur Abgabe der Kandidatenliste, gelang es nur in drei Kreisen zu kandidieren. In diesen konnte sie zwischen 5,5 Prozent bis 12,9 Prozent Stimmen erringen.
Am 10. November 2001 fand in Nové Město na Moravě der erste Kongress der unabhängigen kommunalen Politiker statt. 164 Personen nahmen teil. In dieser Sitzung wurde ein neues Wahlprogramm ausgearbeitet. Daneben wurden auch zahlreiche Eingaben an den Präsidenten eingereicht, die meist eine Lösung kommunaler Probleme beinhalteten. Ebenfalls beschlossen wurde die Teilnahme an den Wahlen in das tschechische Parlament. 
In den Folgemonaten wurden Vorschläge für die Umbenennung der Partei gesammelt. In der Sitzung vom 23. Februar 2002 erhielt die Partei den neuen Namen Sdružení nezávislých. Bei der Wahl zum tschechischen Abgeordnetenhaus 2002 erhielt die Partei 2,8 Prozent der Stimmen und wurde zur stärksten außerparlamentarischen Kraft. Erfolgreicher war die Partei bei den Kreiswahlen. Hier überschritt sie die Fünfprozenthürde und erreichte Mandate in die Kreistage. 
Im März 2003 wurde die Partei in SNK sdružení nezávislých (Abkürzung „SNK“) umbenannt.
Zur Europawahl 2004 trat die SNK in einer Wahlkoalition mit der Partei Evropští demokraté an. Die Wahlkoalition erreichte drei Sitze, von denen SNK zwei besetzte. 2006 vereinigten sich beide Parteien zur SNK Evropští demokraté.

## Vorstand
- Vorsitzender: Milan Marko
- Stellvertretende Vorsitzende: Jaroslav Chmelař, Petr Jirava, Zdeňka Marková, Jiří Vodička
- Sekretär: Miroslav Jemelka
- Kassenverwalter: Petr Dvořák